# Vittorio Emanuele Orlando
Vittorio Emanuele Orlando (Palermo, 19 de mayo de 1860 - 1 de diciembre de 1952) fue Primer ministro italiano desde 1917 hasta 1919.

## Biografía
Nacido en Palermo, Sicilia, estudió y posteriormente impartió clases de Derecho, primero en Palermo y a partir de 1901 en Roma. Durante su carrera escribió más de 100 artículos sobre temas legales y jurídicos.
Su primera actuación política fue presentarse y ser elegido diputado del Partido Liberal en el año 1897.
De 1903 a 1905 sirvió como ministro de Instrucción Pública con el primer ministro Giovanni Giolitti y después fue ministro de Gracia y Justicia desde 1907 hasta 1909, también con Giolitti.
En 1914 volvió a ser ministro de Justicia con el gobierno de Antonio Salandra. Nombrado ministro de Interior en 1916, fue elegido primer ministro al año siguiente, el 29 de octubre de 1917, al caer el gabinete de Paolo Boselli como consecuencia de la grave derrota italiana en Caporetto.  Orlando había sido un activo partidario de la entrada de Italia en la Primera Guerra Mundial, puesto que los aliados le habían prometido significativas concesiones territoriales al reino italiano, a expensas de Austria-Hungría y el Imperio otomano. Apodado el "primer ministro de la Victoria" tras el triunfo en Vittorio Veneto de 1918, Orlando encabezó la delegación italiana enviada a Francia en la conferencia de paz de 1919.
La debilidad del gabinete de Orlando, junto con su rivalidad con el otro representante italiano, el barón Sidney Sonnino, causaron que la posición italiana ante los Aliados careciera de firmeza: Orlando admitía renunciar a toda pretensión italiana sobre Dalmacia a cambio que los Aliados otorgaran el estratégico puerto de Rijeka a Italia, pero Sonnino rechazaba toda opción de que Italia abandone sus ambiciones sobre Dalmacia. Sus demandas territoriales chocaron frontalmente con las intenciones del presidente de los Estados Unidos, Woodrow Wilson, que en la cuestión dálmata prefería beneficiar al Reino de Yugoslavia antes que a Italia, mientras que la debilidad de la posición italiana causó que británicos y franceses rehusaran otorgar a Italia los beneficios territoriales prometidos.
Los términos del Tratado de Versalles debilitaron la posición de Orlando, que dimitió en junio de 1919, rehusando poner su firma en los acuerdos finales de Versalles. Respecto a este hecho, Orlando se mostró siempre orgulloso de señalar que hizo su mayor esfuerzo para defender la posición de Italia para obtener los beneficios que sus aliados habían prometido.
En diciembre de ese mismo año, Orlando fue elegido presidente del Parlamento, pero nunca más desempeñó la jefatura del gobierno. Apoyó al gobierno de Benito Mussolini en 1922. Sin embargo, tras el asesinato del líder socialista Giacomo Matteotti en 1924, y tras el discurso de Mussolini del 3 de enero de 1925 (que instauró abiertamente la dictadura fascista), Orlando retiró su apoyo al Duce. Tres años más tarde dimitió del congreso y huyó del país debido a la represión.
Orlando regresó tras la caída del régimen fascista, convirtiéndose en el líder de la Unión Democrática Conservadora. Murió en 1952 después de haber sido Presidente de la Cámara de Diputados y haber ayudado a redactar la Constitución Republicana.

## Obras

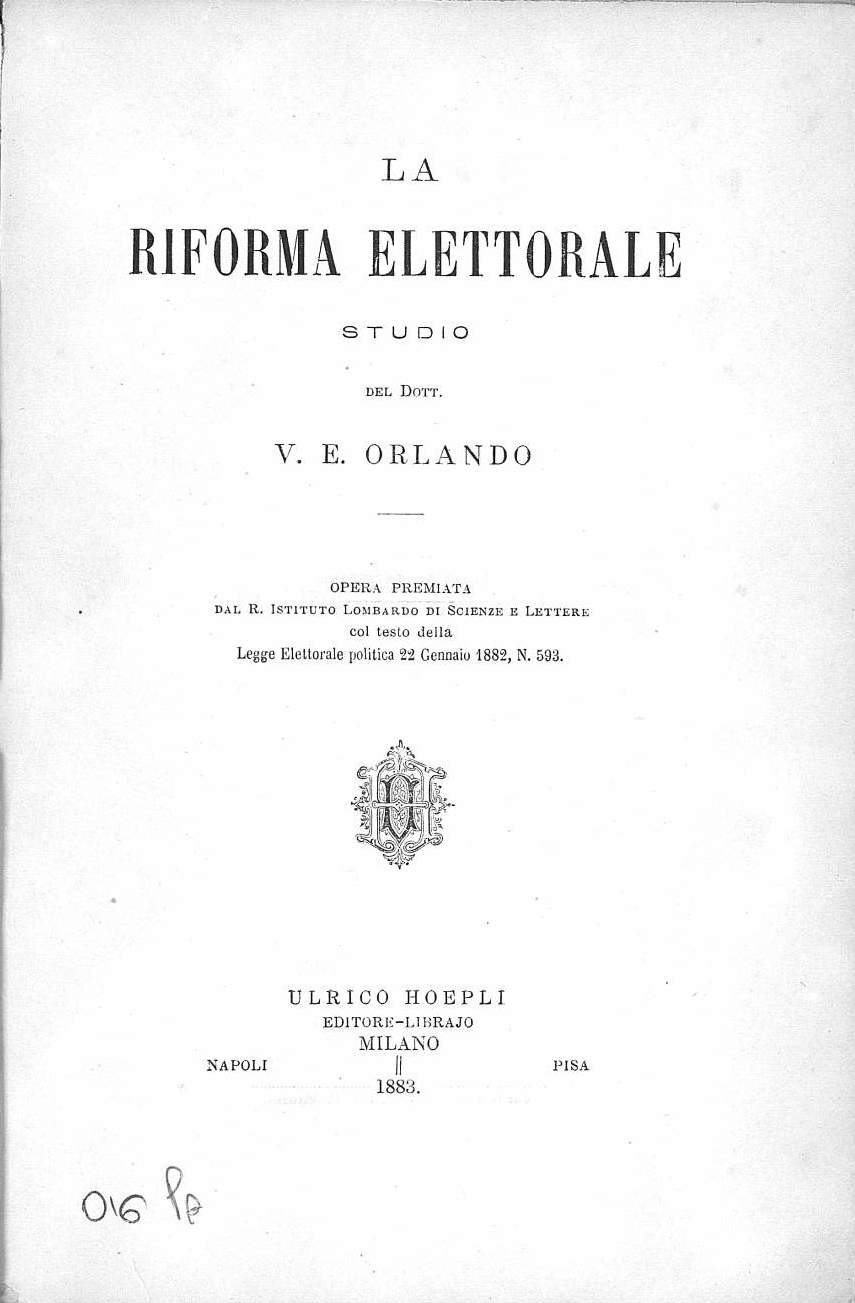
La riforma elettorale, 1883

- Della riforma elettorale, Milano, 1881
  - La riforma elettorale. Milano: Hoepli. 1883.
- Le fratellanze artigiane in Italia, Firenze, 1884
- Della resistenza politica individuale e collettiva, Torino, 1885
- Principi di diritto costituzionale, Firenze, 1889
- Principi di diritto amministrativo, Firenze, 1890
  - Principii di diritto amministrativo. Firenze: G. Barbera. 1915.
- Teoria giuridica delle guarentigie della libertà, Torino, 1890
- Primo trattato completo di diritto amministrativo italiano 1. Milano: Società Editrice Libraria. 1900.
  - Primo trattato completo di diritto amministrativo italiano. 2.2. Milano: Società Editrice Libraria. 1915.
  - Primo trattato completo di diritto amministrativo italiano. 2.3. Milano: Società Editrice Libraria. 1935.
  - Primo trattato completo di diritto amministrativo italiano 3. Milano: Società Editrice Libraria. 1907.
  - Primo trattato completo di diritto amministrativo italiano. 4.1. Milano: Società Editrice Libraria. 1904.
  - Primo trattato completo di diritto amministrativo italiano. 4.2. Milano: Società Editrice Libraria. 1905.
  - Primo trattato completo di diritto amministrativo italiano 5. Milano: Società Editrice Libraria. 1930.
  - Primo trattato completo di diritto amministrativo italiano. 6.1. Milano: Società Editrice Libraria. 1930.
  - Primo trattato completo di diritto amministrativo italiano. 10.1. Milano: Società Editrice Libraria. 1930.
  - Primo trattato completo di diritto amministrativo italiano. 10.2. Milano: Società Editrice Libraria. 1932.
- La giustizia amministrativa, Milano, 1901
- Le régime parlamentaire en Italie, Parigi, 1907
- Lo Stato e la realtà, Milano, 1911
- Discorsi per la guerra, Roma, 1919
- Crispi, Palermo, 1923
- Discorsi per la guerra e per la pace, Foligno, 1923
- Diritto pubblico generale e diritto pubblico positivo, Milano, 1924
- Recenti indirizzi circa i rapporti fra diritto e Stato, Tivoli, 1926
- L'opera storica di Michele Amari, Milano, 1928
- Su alcuni miei rapporti di governo con la Santa Sede, Napoli, 1929
- Immunità parlamentari e organi sovrani, Tivoli, 1933
- Diritto pubblico generale, Milano, 1940
- Scritti vari di diritto pubblico e scienza politica, Milano, 1940
- Discorsi parlamentari, Bologna, 2002

| Predecesor: Paolo Boselli            | Presidente del Consejo de Ministros del Reino de Italia 1917 - 1919 | Sucesor: Francesco Saverio Nitti         |
| Predecesor: Nunzio Nasi              | Ministro de Instrucción Pública de Italia 1903 - 1905               | Sucesor: Leonardo Bianchi                |
| Predecesor: Niccolò Gallo Luigi Dari | Ministro de Gracia y Justicia de Italia 1907 - 1909 1914 - 1916     | Sucesor: Vittorio Scialoja Ettore Sacchi |
| Predecesor: Antonio Salandra         | Ministro de Interior de Italia 1916 - 1917                          | Sucesor: Francesco Saverio Nitti         |
| Predecesor: Giuseppe Marcora         | Presidente de la Cámara de los Diputados 1919 - 1929                | Sucesor: Enrico De Nicola                |